# Tablice rowerowe w Polsce
Tablice rowerowe w Polsce stosowano w latach 1920–1954, a sam obowiązek rejestracji rowerów obowiązywał do 1964.

## 1920–1936
Nie istniało ogólnokrajowe zarządzenie dotyczące tablic rowerowych – każde województwo samo ustalało wygląd tablic rowerowych oraz zasady tworzenia numeru na nich.

## 1936–1937
Po raz pierwszy tablice rowerowe wprowadzone centralnym zarządzeniem wydawano od 15 września 1936. Tablice rowerowe były stosowane do rowerów i wózków poruszanych siłą nóg, a od 1937 r. również motocykli o pojemności silnika mniejszej niż 100 cm³. Tablicę należało umieścić z tyłu pod siodełkiem, prostopadle do osi roweru. Pod numerem znajdowały się cyfry oznaczające lata dwuletniego okresu rejestracji rowerów.
Tablice były żółte z czarnymi znakami i miały wymiary 120×76 mm. Numer składał się z litery i 5 cyfr. W numerze nie mogły być użyte litery F, G, J, O, Q, V.
Dwie pierwsze cyfry oznaczały województwo, chociaż stosowane wyróżniki różniły się od tych stosowanych na tablicach samochodowych.
Wyróżniki województw:
- 01–05 – miasto stołeczne Warszawa
- 06–08 – białostockie
- 09–12 – kieleckie
- 13–16 – krakowskie
- 17–20 – lubelskie
- 21–23 – lwowskie
- 24–30 – łódzkie
- 31–33 – nowogródzkie
- 34–35 – poleskie
- 36–47 – pomorskie
- 48–83 – poznańskie
- 84–85 – stanisławowskie
- 86–87 – tarnopolskie
- 88–93 – warszawskie
- 94–96 – wileńskie
- 97–99 – wołyńskie

Województwo śląskie samo ustaliło system tablic rowerowych. Co prawda, ich kolorystyka była taka sama, co w innych województwach, ale zasady tworzenia numeru były zupełnie inne. Na tablicy znajdowało się 6 cyfr, a numery wydawano od 100 100 w górę.
Podział zakresów cyfrowych pomiędzy powiaty woj. śląskiego:
- 100 100 – 103 599 – powiat miejski Katowice
- 110 100 – 113 099 – powiat miejski Chorzów
- 120 100 – 121 099 – powiat miejski Bielsko
- 125 100 – 137 099 – powiat katowicki
- 150 100 – 158 099 – powiat świętochłowicki
- 164 100 – 171 599 – powiat tarnogórski
- 175 100 – 181 099 – powiat lubliniecki
- 185 100 – 203 099 – powiat pszczyński
- 220 100 – 224 599 – powiat bielski
- 230 100 – 236 099 – powiat cieszyński
- 240 100 – 270 599 – powiat rybnicki

## 1938–1939
15 listopada 1937 r. Minister Komunikacji wydał Zarządzenie w sprawie kształtu, barwy, i wymiarów tabliczek rowerowych na okres rejestracyjny 1938–1939. Tablice rowerowe wydawano dla rowerów i wózków poruszanych siłą nóg oraz motocykli o pojemności silnika mniejszej niż 100 cm³.
Tablicę należało umieścić z tyłu pod siodełkiem, prostopadle do osi roweru.
Tablice miały czarne tło, żółte znaki i obwódkę. Były nieco mniejsze od poprzednich – miały wymiary 105×105 mm.
Zachowano układ 1 litera + 5 cyfr. W górnym rzędzie znajdowała się litera i dwucyfrowy wyróżnik województwa, a w dolnym 3 cyfry. W numerze nie mogły być w nim użyte litery F, G, J, O, Q, V. Do lipca 1938 r. wyróżniki województw były te same, co na tablicach z lat 1936–1937 (z wyjątkiem M. Warszawy: 01000–04499 i woj. białostockiego: 04500–08999), chociaż część województw, a także m. st. Warszawa, zachowało dawne wyróżniki.
Wyróżniki województw od lipca 1938 r.
- 01–05 – miasto stołeczne Warszawa
- 06–08 – białostockie
- 09–12 – kieleckie
- 13–16 – krakowskie
- 17–20 – lubelskie
- 21–23 – lwowskie
- 24–30 – łódzkie
- 31–33 – nowogródzkie
- 34–35 – poleskie
- 36–47 – pomorskie
- 48–76 – poznańskie
- 77 – wołyńskie
- 78 – białostockie
- 79–80 – kieleckie
- 81 – lubelskie
- 82 – pomorskie
- 83 – warszawskie
- 84–85 – stanisławowskie
- 86–87 – tarnopolskie
- 88–93 – warszawskie
- 94–96 – wileńskie
- 97–99 – wołyńskie

Podobnie jak poprzednio, system tablic rowerowych w województwie śląskim wyglądał inaczej. Co prawda, kolorystyka tablic była taka sama, co w pozostałych województwach, zasady tworzenia numeru pozostały niezmienione, czyli numer składał się z 6 cyfr od 100 100 w górę.
Podział zakresów cyfrowych pomiędzy powiaty woj. śląskiego:
- 100 100 – 109 099 – powiat miejski Katowice
- 109 100 – 119 099 – powiat miejski Chorzów
- 119 100 – 121 099 – powiat miejski Bielsko
- 121 100 – 146 099 – powiat katowicki
- 146 100 – 152 299 – powiat bielski
- 152 300 – 172 299 – powiat świętochłowicki
- 172 300 – 180 799 – powiat cieszyński
- 180 800 – 230 799 – powiat rybnicki
- 230 800 – 255 799 – powiat pszczyński
- 255 800 – 266 299 – powiat tarnogórski
- 266 300 – 273 599 – powiat lubliniecki

Inaczej wyglądały tablice rowerów wojskowych. Tło wprawdzie miały czarne, tak samo jak tablice rowerów cywilnych, ale znaki i obwódka miały kolor biały. Numer zaczynał się zawsze od litery W, a po nim następowało 5 cyfr (pierwsza była oddzielona od litery i pozostałych cyfr kreskami).

## II wojna światowa
- 1. Tereny przyłączone do Niemiec:

Na terenie III Rzeszy nie wydawano tablic rowerowych. Rowery musiały jedynie być zarejestrowane i wyposażone w „dowód rejestracyjny roweru”.
- 2. Generalne Gubernatorstwo:

Na terenie GG od 1 września 1940 r. wszystkie rowery (także wózki rowerowe oraz riksze) musiały być wyposażone w nowe tabliczki. Niestety, nie udało się do tej pory dotrzeć do dokumentów, ale na podstawie zachowanych tabliczek można określić, jakie były reguły ich wydawania:
Lata 1940–1941:
tablice w kształcie przypominającym szkolną tarczę; tło czarne, znaki srebrne. Tabliczki te były aluminiowe, odlewane. Czasem zdarzały się tabliczki kwadratowe ze ściętymi rogami, ale z takim samym układem znaków. Numer składał się z wyróżnika literowego, pięciu cyfr (na górze litery, kropka i dwie cyfry, a na dole trzy cyfry), a pod cyframi był mały napis „1940-1” lub tylko „1941”. Rowery zarejestrowane w miastach będących siedzibami dystryktów miały jedną literę, a zarejestrowane w powiatach – 2 lub 3 litery, gdzie pierwsza oznaczała dystrykt, a po przełamaniu druga lub druga i trzecia – powiat.
- K – dystrykt krakowski
- L – dystrykt lubelski
- R – dystrykt radomski
- S – prawdopodobnie dystrykt galicyjski
- W – dystrykt warszawski

Rok 1942:
Tablice trójkątne, tło czarne, znaki srebrne. Tabliczki te były żeliwne, odlewane. Układ znaków i oznaczenie dystryktów i powiatów taki sam, jak na tablicach okresu 1940–1941 – na górze litery, pod nimi dwie cyfry, a jeszcze niżej trzy cyfry. Rok wydania (1942) był zapisany na górze, koło liter oznaczających miejsce rejestracji („19” po lewej stronie, „42” po prawej stronie).
Lata 1943–1944:
Rozporządzenie Generalnego Gubernatora o dopuszczeniu pojazdów do ruchu drogowego z dnia 13 października 1942 r. uchylało z dniem 1.01.1943 r. Rozporządzenie o ruchu rowerów na drogach publicznych z 1937 r. 1 stycznia 1943 r. odstąpiono od wydawania tablic rowerowych, jednakże nadal do 31 grudnia 1943 r. rowery należało rejestrować i wydawano na ten fakt urzędowe poświadczenie taki „dowód rejestracyjny roweru”. (Dziennik Rozporządzeń dla GG Nr 85, rok 1942, s. 577).
Znane są również tablice rowerowe z 1942 r. (m. Częstochowa) z nazwą miasta numerem i rokiem wydania – kształt prostokątno-owalny. Również znane są podobne tablice z 1943 r. (pow. radomszczański), ale o nieco innym kształcie (owalny itp.), o których nie wiadomo, czy pochodzą z rowerów, czy z furmanek. Ponadto znane są tablice prostokątne z lat 1940–1941 z żółtym tłem i czarnymi znakami. Na górze tłoczona nazwa powiatu (Tomaszów), pod nim malowane trzy cyfry lub litera, łącznik i dwie cyfry (np. S-94), a na dole tłoczone lata 1940–1941. Również nie udało się ustalić znaczenia i zastosowania tych tablic – czy są to też tablice rowerowe, czy z innych pojazdów (np. furmanek czy dorożek). Ponadto na terenie Generalnego Gubernatorstwa rowery niemieckich sił zbrojnych, policyjnych, urzędów i instytucji nie podlegały rejestracji i, co za tym idzie, nie posiadały tablic rejestracyjnych.
- 3. Tereny przyłączone do ZSRR:

Na jednej z rosyjskojęzycznych stron na temat tablic rejestracyjnych można się dowiedzieć, że w ZSRR w tamtych latach istniały tablice rowerowe. Brak bliższych danych na ich temat.
- 4. Tereny przyłączone do Litwy:

Brak danych na temat występowania tablic rowerowych na tych terenach.
- 5. Tereny przyłączone do Słowacji:

Brak danych na temat występowania tablic rowerowych na tych terenach.
- 6. Komisariat Rzeszy Ukraina:

Brak danych na temat występowania tablic rowerowych na tych terenach.
- 7. Komisariat Rzeszy Wschód:

Brak danych na temat występowania tablic rowerowych na tych terenach.

## 1945–1946
Podobnie jak w latach 1920–1936, nie istniało ogólnokrajowe zarządzenie dotyczące tablic rowerowych i każde województwo samo ustalało wygląd tablic rowerowych oraz zasady tworzenia numeru na nich.

## 1947–1948
U góry tablicy znajdowała się nazwa powiatu oraz napis ROK 1947/48.
Tablica miała czarne tło, żółte znaki i obwódkę. Były dosyć małe – mierzyły tylko 88×78 mm. Numer składał się z 5 cyfr.

## 1949–1950/1951
Tablice z okresu 1947–1948 były ważne do 30 września 1949 r.
Wymiary tablicy były te same, co w latach 1947–1948. Tablice miały czarne tło i białe znaki i obwódkę. Numer miał literę i 5 cyfr (poszczególne przedziały cyfrowe oznaczały województwo). W numerze nie mogły być użyte litery: J, O, Q, V.
Wyróżniki województw:
- 00001–01499 – białostockie
- 01500–06999 – gdańskie
- 07000–11499 – kieleckie
- 11500–18999 – krakowskie
- 19000–21999 – lubelskie
- 22000–22999 – miasto Łódź
- 23000–30999 – łódzkie
- 31000–33999 – olsztyńskie
- 34000–41999 – pomorskie
- 42000–59999 – poznańskie
- 60000–62499 – rzeszowskie
- 62500–76499 – śląskie
- 76500–81499 – szczecińskie
- 81500–82499 – miasto stołeczne Warszawa
- 82500–86999 – warszawskie
- 87000–92599 – wrocławskie

Dodatkowe wyróżniki województw wprowadzone w czerwcu 1950 r.:
- 92600–95499 wrocławskie
- 95500–99500 poznańskie
- 99501–99855 pomorskie
- 99856–99999 warszawskie
- O 00001–60000 śląskie
- O 60001–99999 pomorskie
- J 00001–32250 białostockie
- J 32251–43250 gdańskie
- J 43251–63250 wrocławskie
- J 63251–83250 rzeszowskie

## 1951
Tablice z okresu 1949–1950 mogły być wydawane jeszcze w 1951 r., aż do wyczerpania zasobów.
Wymiary tablicy i kolorystyka nadal pozostawały niezmienione.
Zmieniono układ numeru – od tej pory składał się z 2 liter i 3 cyfr. Pierwsza litera oznaczała województwo. Drugą literą nie mogły być B, D, I, J, O, V, z wyjątkiem województw katowickiego i wrocławskiego, gdzie była dopuszczona jako druga litera B.
Wyróżniki województw:
- A – białostockie
- C – bydgoskie
- E – gdańskie
- F – katowickie
- G – kieleckie
- H – koszalińskie
- K – krakowskie
- L – lubelskie
- M – łódzkie
- N – miasto Łódź
- P – olsztyńskie
- R – opolskie
- S – rzeszowskie
- T – poznańskie
- U – szczecińskie
- W – wrocławskie
- X – zielonogórskie
- Y – miasto stołeczne Warszawa
- Z – warszawskie

## 1952–1954
Tablice miały kształt trójkąta z zaokrąglonymi rogami.
Długość podstawy wynosiła 70 mm, boków – 90 mm, a szerokość zaokrąglenia – 30 mm. Tło było czarne, a znaki i obwódka żółte. Numer składał się z litery i 5 cyfr (dwie pierwsze oznaczały województwo, wyróżniki były te same, co na tablicach samochodowych).
Tablice rowerowe ostatecznie wycofano w Polsce w styczniu 1954. Jednak obowiązku rejestracji rowerów w Polsce nie zniesiono – przy rejestracji rowerów wydawano jedynie kartę rowerową (dowód rejestracyjny). Obowiązek rejestracji rowerów zniesiono w Polsce w 1964 roku.